# Jamberoo johnnoblei
Espèce
Jamberoo johnnoblei est une espèce d'araignées aranéomorphes de la famille des Stiphidiidae.

## Distribution
Cette espèce est endémique de Nouvelle-Galles du Sud en Australie. Elle se rencontre dans le Sud-Est de l'État.

## Description
Le mâle holotype mesure 7,50 mm et la femelle paratype 7,92 mm.

## Étymologie
Cette espèce est nommée en l'honneur de John S. Noble.

## Publication originale
- Gray & Smith, 2008 : A new subfamily of spiders with grate-shaped tapeta from Australia and Papua New Guinea (Araneae: Stiphidiidae: Borralinae). Records of the Australian Museum, vol. 60, p. 13-44 (texte intégral).